# Fagereds pastorats hembygdsförening
Fagereds pastorats hembygdsförening omfattar ett område av socknar som ligger i Fagereds pastorat inom Falkenbergs kommun.
Socknarna är:
- Fagereds socken
- Källsjö socken
- Ullareds socken
- Älvsereds socken

Fagereds pastorats hembygdsförening har sedan 1957 varje år gett ut en krönika.